# Slon cejlonský
Slon cejlonský (Elephas maximus maximus) je jedním ze tří uznávaných žijících poddruhů slona indického (klasifikace slona bornejského je sporná). Vyskytuje se pouze na ostrově Srí Lanka. V současné době zde ve volné přírodě žije okolo 6000 slonů (stav k roku 2017).

## Charakteristika
Srílanští sloni jsou největší z poddruhů slona indického, i když rozdíly ve velikosti jednotlivých poddruhů nejsou nijak zásadní. Dosahují výšky v ramenou mezi 2 a 3,5 m, váží mezi 2 000 a 5 500 kg a mají 19 párů žeber (stejně jako bengálský poddruh, sumaterský má 20 párů). Barva jejich kůže je tmavší než u slona bengálského nebo sumaterského, s větší a výraznější depigmentací na uších, tváři, chobotu a břichu. Výskyt klů je nejnižší ze všech poddruhů. Pouze 7 % samců a zanedbatelné množství samic má kly.

## Výskyt
Sloni cejlonští žijí jen na ostrově Srí Lanka. Tento ostrov a zároveň stát je zemí s nejvyšší hustotou slonů ze všech ostatních zemí výskytu. Před příchodem lidí žili sloni pravděpodobně na celém ostrově v množství odhadovaném až na 12 000 jedinců. V období mezi 16. a 20. stoletím byli vytlačeni z vlhčích oblastí, jež byly přeměněny na plantáže. V současné době se jejich výskyt omezuje převážně na suché nížiny, které jsou poměrně rozsáhlé na severu, jihu, východě, severozápadě i jihovýchodě Srí Lanky. Celkem jde o asi 60 % území ostrova. Území, na němž se vyskytují, je v podstatě spojité, jednotlivé subpopulace nejsou výrazně odděleny. Největší množství slonů žije v národních parcích Udawalawe (cca 1000 kusů), Yala, Minneriya, Kaudulla a v dalších chráněných oblastech. Velké množství jedinců se nachází i mimo rezervace.

## Populace
Vývoj populace slona cejlonského lze zachytit s poměrnou přesností v horizontu přibližně 200 let. Zde je přehled počtu jedinců:
- 12 000 začátkem 19. století;
- 10 000 začátkem 20. století;
- 1 500 v roce 1951;
- 1 600 až 2 200 v roce 1969;
- 2 700 až 3 200 v roce 1990;
- 3 160 až 4 400 v roce 2000;
- 5 879 v roce 2011;
- 6 000 v roce 2017

## Ekologie a chování

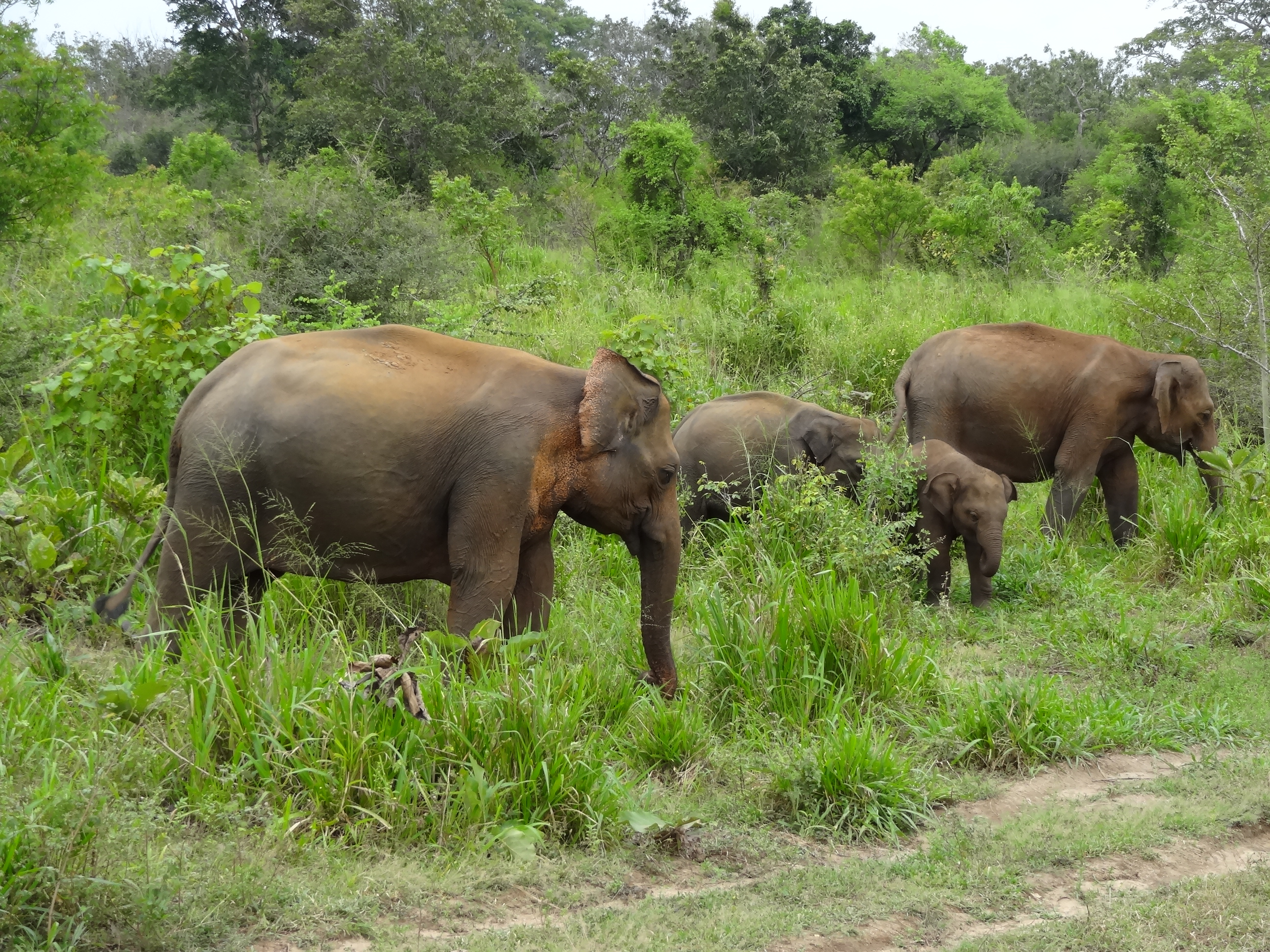
Malé stádo slonů v Ekoparku Hurulu

Samice a mláďata formují malé a poměrně volné skupiny, které žijí pospolu. Hierarchie a stmelení uvnitř skupin není nijak výrazné, je nižší, než je tomu u slonů afrických. Nicméně v obdobích sucha se mohou tvořit i velké skupiny čítající až stovky jedinců. Sloni mezi sebou komunikují vizuálními, akustickými a chemickými signály. Zvukových projevů bylo zjištěno nejméně 14.
Sloni dokáží sníst až 150 kg rostlinného materiálu denně. Nejsou vybíraví a živí se širokou škálou potravy. Na severozápadním pobřeží Srí Lanky bylo pozorováno chování slonů v období od ledna 1998 do prosince 1999. Sloni zde konzumují celkem 116 rostlinných druhů z celkem 37 čeledí. Více než 25 % druhů rostlin patřilo do čeledi bobovité (Fabaceae) a 19 % rostlinných druhů patřilo k rodině lipnicovité (Poaceae). Více než 40 % druhů se řadí mezi stromy. Mladí jedinci spásají přednostně trávu.

## V historii a kultuře

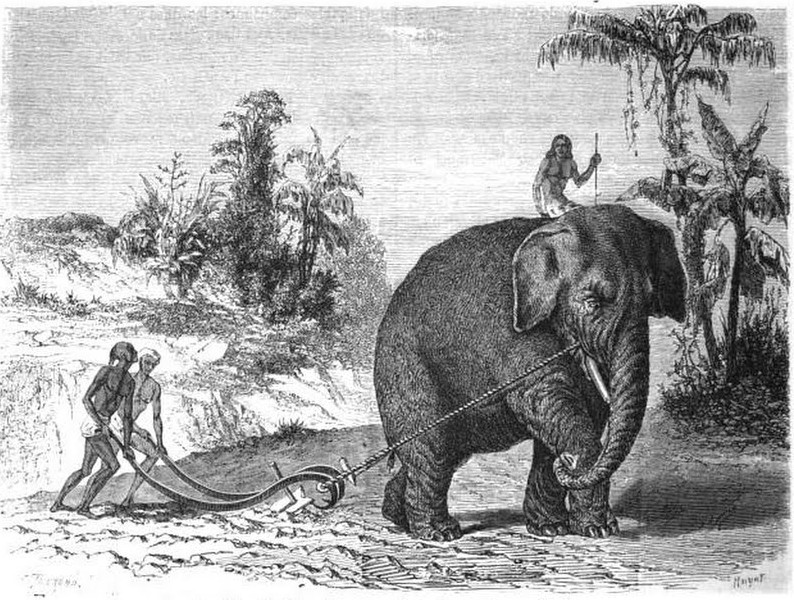
Slon využívaný k orbě

Žádné jiné srílanské zvíře není tak spojeno s místními dějinami jako slon. Staří sinhálští králové si nechávali zajímat a krotit slony. Drželi je ve speciálních stájích a trénovali je specialisté z etnika Kuruwe. Používali je v bitvách, v různých slavnostech, ceremoniích a bojových hrách a také na práci. Sloni požívali plnou královskou ochranu a jejich zabití bylo trestáno smrtí. S příchodem Britů začátkem 19. století se situace zcela změnila. Britští důstojníci a lovci zabíjeli slony kvůli sportu a úřady dokonce platily odměnu za každého mrtvého slona, neboť ti začali být považováni za škůdce úrody.
Sloni byli využíváni na různé slavnostní průvody, kde bylo potřeba stavět na odiv pompu a předvést nádhernou podívanou. Například při každoroční slavnosti Perahera procházelo ulicemi města Kandy více než sto slonů. Boje slonů zvané Gaja Keliya byly velmi populární. Ve válkách je lidé využívali jak k přepravě lidí a nákladu, tak přímo v bitvách. Na konec chobotu mívali připevněný těžký železný řetěz, jímž otáčeli a smetávali nepřátelské vojáky. Srílanští sloni byli prý obzvláště vhodní pro bojové nasazení (lepší než sloni z Indie), jejich válečné kvality znali už staří Řekové ve 4. století př. n. l. a chválilo je několik historiků. Jsou zaznamenány případy, kdy místní vládci využívali slony jako popravčí, kteří zabíjeli odsouzence k smrti (napichováním na kly, rozdupáváním a roztrháváním).
Sloni byli po mnoho století předmětem obchodu - byli ze Srí Lanky vyváženi a stejně tak byli na ostrov dováženi, především z Barmy.

## Hrozby

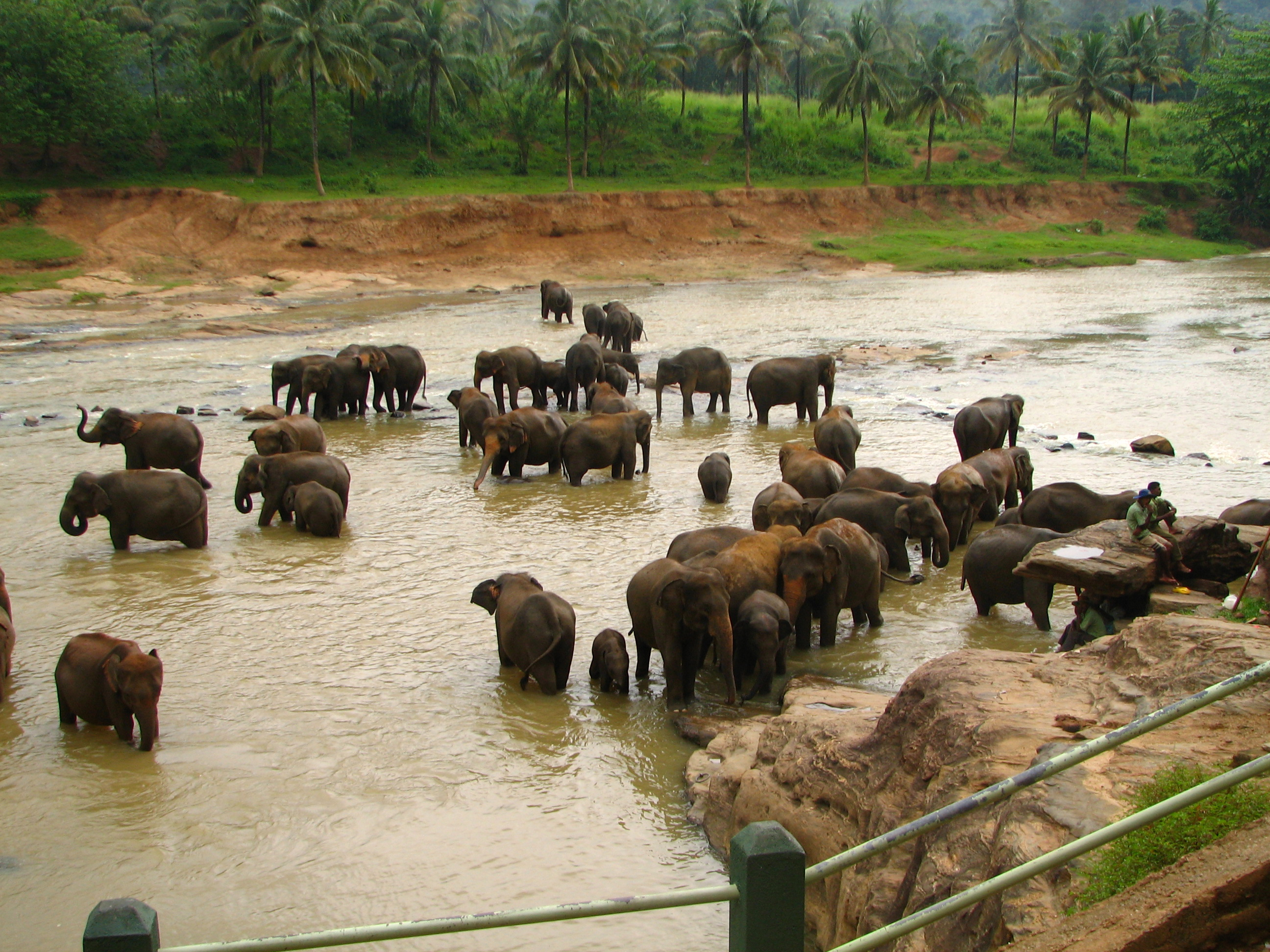
Sloní sirotčinec

Během občanské války na Srí Lance v letech 1983 až 2009 patřili sloni mezi jedny z obětí. Několik set jich zahynulo buď v důsledku střelby nebo po došlápnutí na miny. Část zabili rovněž pytláci a část byla minami zmrzačena. Jen v letech 1990 až 1994 takto zemřelo 261 jedinců.
V současné době je pytláctví spíše malou hrozbou. Je to dáno především tím, že mezi cejlonskými slony se nachází jen minimum jedinců s kly. Nicméně i tak jistý obchod se slonovinou existuje. Jeho centrem je město Kandy.
Současnou hlavní hrozbou je nárůst lidské populace a její hlad po životním prostoru a zemědělské půdě. Sloni se tak stále častěji dostávají do konfliktu s lidmi, kteří si chrání před těmito velkými býložravci svou úrodu. Úmrtnost slonů v důsledku lidských aktivit v letech 2005 až 2010 postupně rostla z přibližně 120 na více než 220 kusů za rok. Lidé zabíjejí slony buď střelnými zbraněmi (i nastraženými na samospoušť) nebo nejnověji (od roku 2010) za pomoci tzv. hakkapatas (Hakka Patas), což jsou malé nálože schované v ovoci či zelenině. Pokud slon takovýto plod začne žrát, výbušnina mu exploduje v tlamě a buď ho rovnou zabije nebo v častějších případech smrtelně zmrzačí. Jestliže není zvíře ošetřeno lidmi, umírá obvykle v průběhu 14 dnů. Nezanedbatelná část slonů umírá i při střetu s vlaky, případně po zásahu elektrickým proudem. Nicméně i lidé na vzájemné konflikty doplácejí, každý rok jich po střetu se slony zemře v průměru 71.